# Heinrich Schmidt (Politiker, 1910)
Heinrich Schmidt (* 7. April 1910 in Rohrsen, Landkreis Nienburg/Weser; † 28. Oktober 1988 ebenda) war ein deutscher Politiker (CDU) und Mitglied des Niedersächsischen Landtages.

## Leben
Nach Ende der Volksschule ging Heinrich Schmidt auf ein Gymnasium. Im Anschluss besuchte er eine landwirtschaftliche Fachschule und machte sich 1935 als Landwirt selbstständig. 
Am 1. Mai 1937 stellte er einen Aufnahmeantrag für die NSDAP.
Im Zweiten Weltkrieg wurde er 1939 zur Wehrmacht einberufen; er geriet in französische Kriegsgefangenschaft, aus der er 1947 wieder entlassen wurde.
1948 wurde er Mitglied des Gemeinderates in Rohrsen und im Folgejahr dort Bürgermeister. In den Kreistag des Landkreises Nienburg wurde er im Jahr 1952 gewählt, ebenso wurde er Kreisausschussmitglied. Ab 1962 übernahm er den Vorsitz im Nienburger Kreisverband der CDU.
Vom 28. Januar 1965 bis 20. Juni 1974 war er Mitglied des Niedersächsischen Landtages (5. bis 7. Wahlperiode). 
Heinrich Schmidt war in führender Position in verschiedenen landwirtschaftlichen Organisationen tätig, so übernahm er im Jahr 1953 den Vorsitz der Schweinemastleistungsprüfungsanstalt Rohrsen. Er war Vorsitzender und Landschaftsrat der 3. Kurie der in Hannover ansässigen Calenberg-Grubenhagenschen Landschaft. 
Er war verheiratet und hatte drei Kinder.